# Entwurf eines Zivilgesetzes der Großen Qing
Der Entwurf eines Zivilgesetzes der Großen Qing (chinesisch 大清民律草案, Pinyin Dàqīng mínlǜ cǎo'àn) war im kaiserlichen China einer der Versuche, eine Rechtsreform umzusetzen. Er scheiterte an der Revolution von 1911, die zum Ende der Monarchie führte.

## Entstehungsgeschichte
Als Folge der Opiumkriege wurde China militärisch, politisch und wirtschaftlich geschwächt, was wiederum zu großen gesellschaftlichen Problemen führte. Eine daraus resultierende „Selbststärkungsbewegung“ forderte u. a. Reformen im Rechtswesen. Um von erfolgreichen ausländischen Staaten zu lernen, wurden unter Kaiser Guangxu bereits im Jahr 1877 ausländische Gesetze ins Chinesische übersetzt.
Im Jahre 1902 führte ein britisch-chinesischer Handelsvertrag zur verstärkten Auseinandersetzung mit dem ausländischen Vertragsrecht. In der Folge berief die Regierung der Qing eine Rechtskodifizierungskommission (Falü bianzuanguan) im gleichen Jahr ein.
Im Auftrag des Kaiserhofes erarbeiteten schließlich die chinesischen Juristen Jiang Yong (江庸), Dong Kang (董康), Yang Youjiong (杨幼炯), Yu Liansan (俞廉三), Shen Jiaben (沈家本), Yu Liansan (俞廉三), Ying Rui (英瑞), Zhu Xianwen (朱献文), Gao Zhong (高种) und Liang Shi (两氏) mit Unterstützung ihrer japanischen Kollegen Matsuoka Yoshimasa (松岡義正) und Shida Kotaro (志田鉀太郎) sowie anderen ausländischen Rechtswissenschaftlern zwischen 1907 und 1911 den „Entwurf für ein Bürgerliches Gesetzbuch der Großen Qing-Dynastie“ (Dàqīng mínlǜ cǎo'àn大清民律草案), das große Einflüsse des deutschen Bürgerlichen Gesetzbuches (BGB) aufwies. Wie das Vorbild bestand es aus dem Allgemeinen Teil (zongze 总则 §§ 1–323), dem Schuldrecht (zhaiquan債權 §§ 324–977), dem Sachenrecht (wuquan物权 §§ 978–1316), dem Familienrecht (qinshufa 亲权法 §§ 1317–1459) und dem Erbrecht (jicheng 繼承 §§ 1460–1569).
Die Verfasser des Entwurfes eines Bürgerlichen Gesetzbuches der Großen Qing entschieden sich, dem Vorbild des deutschen BGB zu folgen, weil es 1) qualitativ besser bzw. moderner als andere Zivilgesetzbücher, 2) bewährt und nützlich sowie 3) als Ausdruck eines Landes betrachtet wurde, das eine rasche Entwicklung in Wirtschaft, Bildungswesen, Wissenschaft und Technik gezeigt habe.
Durch die Revolution von 1911 konnte der Entwurf nicht weiter ausgearbeitet werden. Allerdings diente er als Pionierarbeit für das Zivilgesetz der Republik China, welches unter Federführung von Wang Chonghui erarbeitet wurde.